# Нижній Тагіл
Ни́жній Тагі́л (рос. Нижний Тагил) — місто, центр Нижньотагільського міського округу Свердловської області Росії.

## Географія
Місто розташоване на східному схилі Уральських гір, за 20-25 км від умовної межі Європи та Азії на висоті 200 м над рівнем моря. Площа Нижнього Тагілу становить 4106 км² (з 1 квітня 2008 року, після приєднання до міського округу 22 населених пункти, що проголосували на референдумі за приєднання, колишня площа міста 298 км²).
Клімат території Нижнього Тагілу — різко-континентальний із суворою зимою і коротким літом. Середньорічна температура повітря в Нижньому Тагілі −0,3 ° С, абсолютний максимум +37 ° С, абсолютний мінімум −49 ° С.
За природними умовами Приміський район можна розділити на дві зони: західну — гірсько-лісову та лісо-лукову — східну. На заході від міста проходить головний Вододільний Уральський хребет з окремими височинами і гірськими кряжами, прямуючими з півночі на південь. Середня висота гір 400—500 метрів, і лише деякі вершини піднімаються вище 700 м — гора Біла (711 м), Старик-Камінь (753 м), Широка (761 м). Круті, уривисті кам'яні вершини — «шихани», увінчані скелями — «останцями», створюють неповторний краєвид Середнього Уралу. Прямо в межах міста розташовані гори Довга, Голий камінь. На схід від міста рельєф поступово вирівнюється і переходить в Західно-Сибірську низовину.
Головна річка — Тагіл з численними притоками впадає в річку Туру Об-Іртишського басейну. Тагільський став простягнувся на 16 км, найбільша ширина 1,5 км, глибина до 12 метрів. Крім Тагіла, у межах міста протікає 13 річок: Вия, Баранча, Велика Кушва, Мала Кушва, Леба, Іса, Ольховка, Ватіха, Лебяжка, Єжовка, Гальянка, Чорна Катабка, Рудянка.

### Клімат
| Клімат Нижній Тагіл (1949–2011)            | Клімат Нижній Тагіл (1949–2011) | Клімат Нижній Тагіл (1949–2011) | Клімат Нижній Тагіл (1949–2011) | Клімат Нижній Тагіл (1949–2011) | Клімат Нижній Тагіл (1949–2011) | Клімат Нижній Тагіл (1949–2011) | Клімат Нижній Тагіл (1949–2011) | Клімат Нижній Тагіл (1949–2011) | Клімат Нижній Тагіл (1949–2011) | Клімат Нижній Тагіл (1949–2011) | Клімат Нижній Тагіл (1949–2011) | Клімат Нижній Тагіл (1949–2011) | Клімат Нижній Тагіл (1949–2011) |
| Показник                                   | Січ.                            | Лют.                            | Бер.                            | Квіт.                           | Трав.                           | Черв.                           | Лип.                            | Серп.                           | Вер.                            | Жовт.                           | Лист.                           | Груд.                           | Рік                             |
| Абсолютний максимум, °C                    | 11,1                            | 11,1                            | 30,2                            | 30,0                            | 33,9                            | 33,9                            | 34,6                            | 37,2                            | 29,4                            | 22,6                            | 12,3                            | 4,9                             | 37,2                            |
| Середній максимум, °C                      | −11,5                           | −9,6                            | −0,8                            | 8,1                             | 15,5                            | 20,8                            | 22,7                            | 19,4                            | 13,2                            | 4,6                             | −4,6                            | −9,7                            | 5,7                             |
| Середня температура, °C                    | −14,7                           | −13,7                           | −5,2                            | 3,0                             | 9,7                             | 15,1                            | 17,2                            | 14,2                            | 8,6                             | 1,4                             | −7,2                            | −12,4                           | 1,3                             |
| Середній мінімум, °C                       | −19                             | −18,7                           | −10,8                           | −2,8                            | 2,8                             | 8,1                             | 10,8                            | 8,6                             | 3,7                             | −2                              | −10,7                           | −16,3                           | −3,9                            |
| Абсолютний мінімум, °C                     | −45                             | −42                             | −36,1                           | −27,2                           | −12,8                           | −5                              | 0,0                             | −2,6                            | −7,8                            | −27                             | −38,9                           | −46                             | −46                             |
| Середня кількість сонячних годин на місяць | 49,6                            | 89,6                            | 124,0                           | 201,0                           | 235,6                           | 243,0                           | 282,1                           | 201,5                           | 132,0                           | 71,3                            | 33,0                            | 34,1                            | 1696,8                          |
| Норма опадів, мм                           | 32.5                            | 27.6                            | 24.0                            | 32.9                            | 54.7                            | 55.6                            | 95.9                            | 78.5                            | 57.4                            | 37.3                            | 27.7                            | 25.4                            | 549.5                           |
| Днів з опадами                             | 18,2                            | 14,5                            | 16,7                            | 11,9                            | 13,3                            | 13,6                            | 9,1                             | 12,6                            | 13,2                            | 17,4                            | 20,6                            | 17,8                            | 178,9                           |
| Вологість повітря, %                       | 77.0                            | 72.9                            | 70.2                            | 63.9                            | 63.3                            | 71.3                            | 72.6                            | 78.2                            | 79.4                            | 78.5                            | 79.3                            | 78.5                            | 73.8                            |
| ------------------------------------------ | ------------------------------- | ------------------------------- | ------------------------------- | ------------------------------- | ------------------------------- | ------------------------------- | ------------------------------- | ------------------------------- | ------------------------------- | ------------------------------- | ------------------------------- | ------------------------------- | ------------------------------- |

## Історія

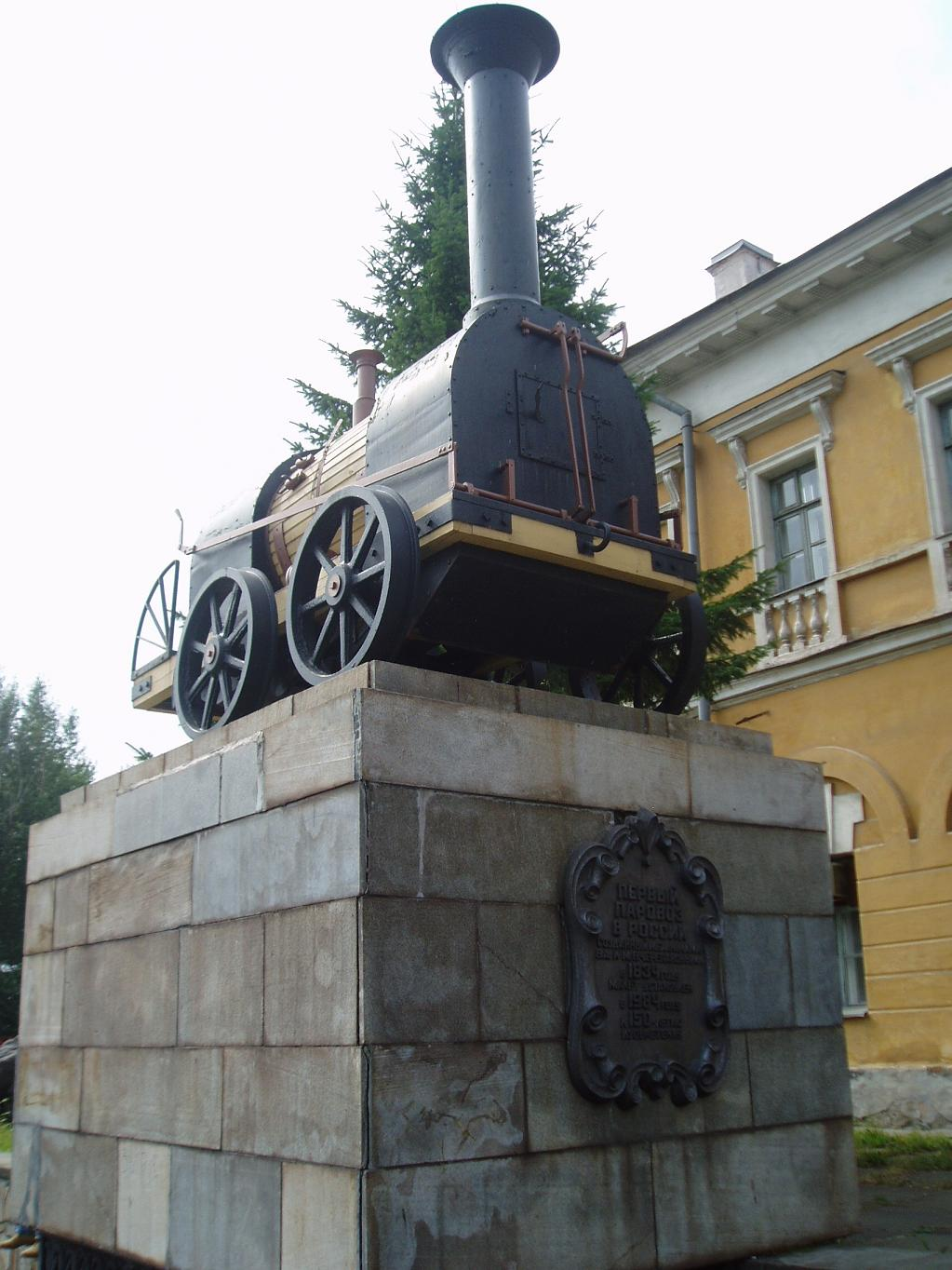
Пам'ятник паровозу Черепанових — першому паровозу Росії

8 (19 жовтня) 1722 року вважається датою заснування Нижнього Тагіла, коли на військовому заводі була отримана перша продукція — чавун. Завод заснований династією Демидових, яким до революції належали Тагільські заводи. У цей час світову популярність набуває тагільський метал, позначений штемпелем «Старий соболь». Вперше у світі на заводах міста стали використовувати електрику. Наразі в місті знаходиться єдиний у світі завод-музей.
Статус міста Нижній Тагіл отримав 20 серпня 1919 року постановою Єкатеринбурзького військово-революційного комітету.
1926 року у місті працювали 5 клубів і 8 бібліотек, з'явився перший радіовузол. У 1930 році тут мешкало 42 000 осіб, його житловий фонд ледве перевищував 220 тис. м², 94 % будинків були дерев'яними, 85 % — одноповерховими. У місті нараховувалося 19 початкових шкіл, 2 технікуми, робфак, 2 кінотеатри, 2 лікарні із загальною кількістю ліжок 126. 1932 року розпочато будівництво перших цехів Уральського вагонобудівного заводу. За 4 роки, у жовтні 1936 року, з його конвеєра зійшов перший вантажний вагон. 1937 року пішов перший трамвай. 1939 року відкритий учительський інститут — перший вищий навчальний заклад міста.
У роки Другої світової війни у місто було евакуйовано багато підприємств з України, серед них флагман Української металургії — Криворіжсталь. Це стало вирішальною крапкою в розвитку міста. У роки війни місто випустило 30 тисяч танків «Т-34». Зараз місто дає 7 % чавуну і 6 % сталі та прокату Росії. У місті випускається танк «Т-90» («Уралвагонзавод»).

## Населення
Місто займає друге місце за чисельністю населення в Свердловській області.
Населення — 361811 осіб (2010, 390498 2002).

## Культура

### Музеї
- Нижньотагільський музей-заповідник «Гірничозаводський Урал»
  - Завод-музей історії гірничозаводської техніки
  - Ліс'єгорська вежа
  - Історико-краєзнавчий музей
  - Музей побуту та ремесел гірничозаводського населення «Панський будинок»
  - Етнографічний музейний комплекс:
    - Музей підносного промислу
    - Історико-технічний музей «Будинок Черепанових»
    - Музей побуту та ремесел («Будинок Демидових»)
    - Музей-садиба «Демидівська дача»

  - Провіантські склади (музейний комплекс):
    - Музей природи і охорони навколишнього середовища (Верхній провіантський склад)
    - Музей «Фондосховище» (Нижній провіантський склад)

  - Меморіально-літературний музей Бондіна
  - Музей «Будинок рідкісної книги» («Краєзнавча бібліотека»)
- Нижньотагільський музей образотворчих мистецтв

## Економіка
Обсяг відвантажених товарів власного виробництва, в обробних виробництвах за 2007 становив 131,8 млрд руб. За цим показником Нижній Тагіл займає перше місце в Свердловській області, випереджаючи навіть Єкатеринбург.

### Підприємства Нижнього Тагілу

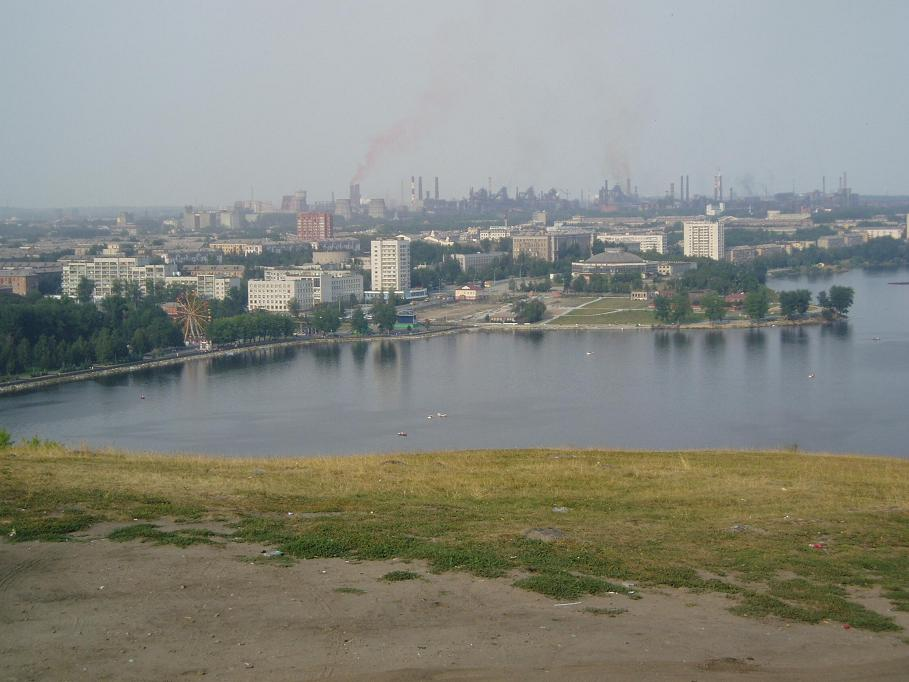
Вид на промзону міста

- ВГЗК — Високогорський гірничо-збагачувальний комбінат.
- ВМЗ — Високогорський механічний завод.
- МІЗ — Медико-інструментальний завод.
- НТМК — Нижньотагільський металургійний комбінат.
  - ОГП — Вогнетривке виробництво НТМК.
  - КХВ — коксохімічне виробництво НТМК.
- НТЗМК — Нижньотагільський завод металевих конструкцій.
- НТКРЗ — Нижньотагільський котельно-радіаторний завод.
- УВЗ — Уральський вагонобудівний завод.
- УХП — Уралхімпласт.
- НТИИМ — Нижньотагільський інститут випробування металів.

Обсяг відвантажених товарів власного виробництва великих і середніх організацій у 2007, млрд руб.:
- видобувні виробництва 7,003;
- обробні виробництва 131,80;
- виробництво і розподіл електроенергії, газу й води 11,092;

### Транспорт
Залізничні станції
- Найбільша пасажирська станція — станція Нижній Тагіл;
- Вантажо-пасажирська станція Змичка;
- Пасажирські залізничні станції: Сан-Донато, Старатель, Завязовська і Вагонозавод;
- Пасажирські залізничні пункти та зупинки: Депо, 2 км, 7 км, 365 км, ПМС-43, 353 км;
- Автовокзал Нижнього Тагілу;
- Міжміські автостанції Н.Тагілу: Кінотеатр «Урал» (ВМЗ/Вия), Уральський проспект (Н. Гальянка), Вагонка (УВЗ).

Міський громадський транспорт
- Нижньотагільський трамвай (11 маршрутів);
- Нижньотагільський автобус (25 маршрутів);
- Маршрутне таксі Нижнього Тагілу (бл. 65 маршрутів);
- Таксі (декілька міських служб таксі).

Аеропорт
На схід від Нижнього Тагілу в селі Покровському знаходиться колишній військовий аеропорт «Салком». Через нестачу фінансування будівництво цивільного аеропорту в цьому місці тимчасово відкладено.

## Адміністративний поділ
- Ленінський район (Центр, Вия, старателі, Стара Гальянка, Голий Камінь)
- Тагілстроєвський район (Тагілстрой, Гальянка, Красний Камінь)
- Дзержинський район (Вагонка)
- Приміський район (наразі Горноуральський міський округ, введений до складу МУ «місто Нижній Тагіл»)

## Міста-побратими
- Кривий Ріг, Україна, до 2017 року
- Хеб, Чехія, до 2022 року[4]
- Новокузнецьк, Росія
- Берестя, Білорусь
- Чаттануґа, США
- Франтішкові-Лазне, Чехія
- Маріанські Лазні, Чехія

## Уродженці
- Борисов Юрій Сергійович (1932—2022) — український радянський науковець у галузях металургії та матеріалознавства, доктор технічних наук.
- Васильєв Анатолій Олександрович (нар. 1946) — радянський і російський актор театру і кіно
- Денисов Володимир Данилович (нар. 1951) — український різьбяр по дереву, художник, геральдист.
- Ісмаїлов Магомед Гасанович (нар. 1986) — російський боєць змішаного стилю.
- Коркошко Світлана Іванівна (нар. 1943) — актриса
- Кузнєцов Михайло Миколайович (нар. 1985) — російський веслувальник, олімпійський медаліст.
- Новожилов Михайло Галактіонович (1911—1997) — український радянський науковець у галузі відкритої гірничої технології, педагог, доктор технічних наук.
- Устінов Володимир Васильович (нар. 1949) — російський фізик, академік Російської академії наук